# Georg Voigt
George Voigt (Königsberg, 5 de abril de 1827 - Leipzig, 18 de agosto de 1891) fue un historiador alemán, célebre, junto con su colega Jacob Burckhardt y el italiano Francesco de Sanctis, por sus renovadores estudios sobre el renacimiento y el humanismo; en concreto se le debe, entre otras cosas, la acuñación y generalización de este último término (en alemán, Humanismus).

## Biografía
Era hijo del historiador alemán Johannes Voigt. En 1854 se doctoró en historia en la Universidad de Königsberg con una tesis sobre la vida del general ateniense Alcibíades y trabajó con Heinrich von Sybel en la Academia de Ciencias de Baviera. Con él fundó en 1859 la revista histórica Historische Zeitschrift. En 1860 fue nombrado profesor de historia en Rostock por recomendación de Sybel y en 1866 se trasladó a la Universidad de Leipzig también como profesor. Entonces se centró en investigar el humanismo de los siglos XV y XVI y la historia de la guerra de Esmalcalda. A diferencia de Burckhardt, Voigt describió solamente el primer siglo de un movimiento que había nacido en Florencia durante el renacimiento y se extendió a lo largo de toda Europa. Burckhardt describía todas las características de la sociedad italiana del renacimiento, pero con el método y principios de la historia cultural y de las ideas, mientras que Voigt, seguidor metódico de Leopold von Ranke, ejercía más bien la disciplina y enseñanzas de la filología. En opinión de Voigt, el primer humanista y el origen de este movimiento fue Francesco Petrarca, porque estableció una nueva manera de relacionarse con la antigüedad, con la cultura clásica grecolatina y en especial con Cicerón y su humanitas ("humanidad"). De este término ciceroniano, humanitas, surgió el término "humanismo". Y, pese a la relación que otros autores contemporáneos como Dante Alighieri mantenían con autores romanos como Séneca y Cicerón, estos no eran, en opinión de Voigt, hombres típicos del Renacimiento, como sí lo eran Petrarca y sus sucesores, ya que el Alighieri miraba hacia el mundo medieval tardío y sus inmovilistas estructuras corporativas. En el reconocimiento de su propio ser como un ser "humano" en el contexto del estudio de los autores clásicos, Petrarca abandonó por completo el viejo mundo medieval y dejó sus estructuras atrás. La conciencia de ser un simple ser humano era la nueva realidad: el antropocentrismo moderno frente al teocentrismo medieval. En la tradición de Ranke y Johann Gustav Droysen, Voigt acuñó y utilizó el término "humanismo" para describir un período histórico. Fuera de esta importante contribución, Voigt escribió también estudios sobre el elector Mauricio de Sajonia y el cardenal humanista y luego papa Enea Silvio Piccolomini. 
Desde 1870, según el historiador y egiptólogo Eduard Meyer, desarrolló una severa diabetes que le hizo perder el oído y afectó, año tras año, a su estado de salud general y su trabajo docente. Esta enfermedad terminó por matarlo a los sesenta y cuatro años, en 1891. Sus principales obras son Wiederbelebung des klassischen Altertums oder das erste Jahrhundert des Humanismus y Enea Silvio de Piccolomini als Papst Pius II und sein Zeitalter.

## Obras
- Enea Silvio de' Piccolomini als Papst Pius II. und seine Zeit ("Enea Silvio Piccolomini, Papa Pío II"), 3 vols., Berlín 1856-1863.
- Die Wiederbelebung des classischen Alterthums oder das erste Jahrhundert des Humanismus ("El resurgimiento de la edad clásica durante el primer siglo del humanismo"), 1.ª ed. 1859, 2.ª y 3.ª 1880/81 y 1893 en 2 volúmenes, Berlín.
- Moritz von Sachsen (Mauricio de Sajonia), Leipzig 1876.
- Die Geschichtsschreibung über den Schmalkaldischen Krieg, Leipzig 1873.

- Datos: Q76533
- Multimedia: Georg Voigt (historian, 1827) / Q76533